# 狮子山社区街道
狮子山社区街道，是中华人民共和国安徽省铜陵市铜官区下辖的一个乡镇级行政单位。

## 行政区划
狮子山社区街道下辖以下地区：
狮子山社区。